# Thomisus dalmasi
Thomisus dalmasi är en spindelart som beskrevs av Roger de Lessert 1919. Thomisus dalmasi ingår i släktet Thomisus och familjen krabbspindlar. Inga underarter finns listade i Catalogue of Life.